# Honduras
För andra betydelser, se Honduras (olika betydelser).
Honduras, officiellt Republiken Honduras (spanska: República de Honduras), är en stat i Centralamerika. Landet gränsar i väster till Guatemala, El Salvador och i söder till Nicaragua samt har kust i norr mot karibiska havet och en liten kustremsa i syd mot Stilla havet. Honduras har cirka 10 miljoner invånare och nästan hela befolkningen är katoliker. Tidigare var Honduras känt som Spanska Honduras för att särskilja det från Brittiska Honduras, numera Belize.

## Historia

### Före Columbus
Delar av dagens Honduras utgjorde historiskt den sydöstra delen av mayacivilisationen. Mayariket, bestående av Guatemala samt delar av dagens Mexiko, Belize, El Salvador och Honduras hade sin höjdpunkt under vad som kallas den senklassiska perioden från år 600–850 e.Kr. Då Christofer Columbus på sin fjärde resa över Atlanten nådde landets karibiska kust år 1502 var Mayarikets blomstringstid således sedan länge förbi, men ruinerna i Copán vittnar än idag om mayacivilisationens storhet. Honduras har fått sitt namn av kustområdets djupa vatten – hondo betyder nämligen "djup" på spanska.

### Spansk koloni (1524–1821)
Efter ett relativt hårt motstånd från ursprungsfolket Lencafolket koloniserade spanjorerna till slut Honduras under 1500-talet. Lencafolkets ledare Lempira, som lett 30 000 man i hårda strider mot de spanska erövrarna och som mördades under fredsförhandlingarna 1538, har sedan dess kommit att bli en nationell symbol. Så till exempel bär landets valuta hans namn. Omkring år 1570 upptäcktes silver- och guldfyndigheter nära Tegucigalpa, vilket gav upphov till en maktkamp mellan de spanska kolonialherrarna samt britter och holländare. Spanjorerna fokuserade främst på Honduras inre områden medan britterna tog kontrollen över det karibiska kustområdet där mahogny utvanns med hjälp av afrikanska slavar från de karibiska öarna.

### Självständighet och modern historia
Honduras blev självständigt 1821 och anslöt sig 1823 till Centralamerikanska federationen som dock upplöstes 1839, varpå landet återigen blev helt självständigt. Resten av 1800-talet och början av 1900-talet kom att präglas av våld, politiskt kaos och infekterade konflikter med grannländerna, i synnerhet Guatemala och Nicaragua. Inrikes slogs Liberala och konservativa krafter ständigt om makten, inte sällan med resultatet att militären ingrep med våld och själv tog över. Under mellankrigstiden infann sig dock ett visst lugn i landet och flera decennier av fred, stabilitet och relativ ekonomisk tillväxt följde. Under 1950-talet ökade dock militärens politiska makt återigen och mellan 1956 och 1982 styrdes landet av militären, även om ett flertal av regeringarna under denna tid formellt var civila.
År 1969 utkämpades under fyra dagar det så kallade fotbollskriget mot grannlandet El Salvador.
År 1982 kunde de första fria, demokratiska valen i landets historia hållas. Under 1980-talet var Honduras bas för gerillagruppen Contras som slogs mot vänsterregeringen i grannlandet Nicaragua. Honduras var under samma tid även allierat med salvadoranska regeringstrupper som slogs mot vänstergerillan FMLN i El Salvador. Trots att situationen i landet har förbättrats under 1990-talet och 2000-talet har Honduras fortsatt att plågats av politiska oroligheter och militären har fortsatt att blanda sig i landets styre. Så sent som 2009 avsattes presidenten Manuel Zelaya i en statskupp.
Honduras drabbades 1998 av orkanen Mitch som orsakade 5 600 människors död och skador för nästan en miljard amerikanska dollar.
Det högerinriktade Nationalistpartiet styr Honduras sedan 2010 och president sedan 2014 är Juan Orlando Hernández. Militären har fortsatt inflytande över politiken, trots att det gått över 30 år sedan övergången till civilt styre.

## Geografi

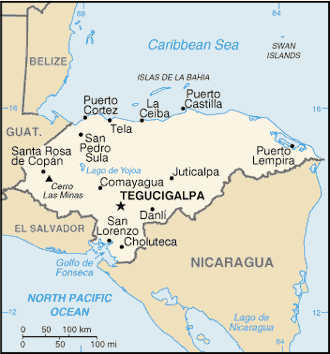
Honduras

Honduras är Centralamerikas tredje största land till ytan efter Mexiko och Nicaragua. Minst 75% av landytan klassas som bergig. I norr har man en lång kustremsa mot Hondurasbukten och karibiska havet som sträcker sig från gränsen mot Guatemala i väster till det flacka landskapet i Mosquitokusten i öster, där det bor mycket få människor. Nere i söder har man också en liten kust mot Stilla havet i och med Fonsecabukten.

### Klimat
Honduras landskap består till tre fjärdedelar av bergskedjor och vidsträckta höglandsslätter mellan 300 och 2 870 meter över havet. I bergsområdena är det tempererat och i låglänta områden råder ett subtropiskt klimat. Medeltemperaturen är som högst i maj (12–33 C°) medan februari är den svalaste månaden (4–27 C°). Regnsäsongen infaller normalt sett mellan maj och november.
Det förekommer ofta jordbävningar, men de är nästan alltid svaga. Honduras är extremt sårbart för orkaner och översvämningar längs kusten mot Karibiska sjön. Tropiska stormar har resulterat i återkommande översvämningar med skador på infrastruktur och odlingar, exempelvis orkanen Mitch i oktober 1998, som resulterade i att närmare 7000 människor miste livet och omkring 1,5 miljoner blev hemlösa.

### Växt- och djurliv

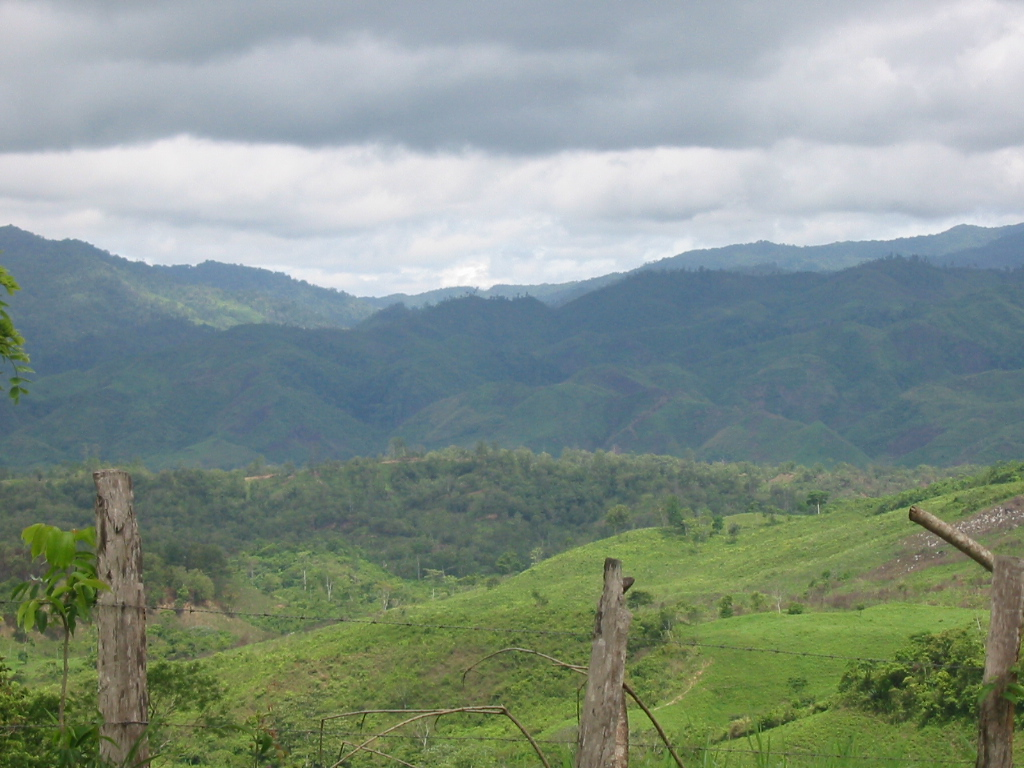
Río Plátano, juni 2003

Honduras har liksom övriga regionen ett mycket rikt växt- och djurliv. I landet finns till exempel mer än 6000 arter av kärlväxter, av vilka minst 630 är orkidéer. I landet lever 250 olika reptil- och amfibiedjur, 700 fågelarter samt ungefär 50 olika sorters fladdermöss.
I nordöstra Honduras växer låglänt regnskog och här återfinns biosfärområdet Río Plátano som av Unesco är klassat som ett världsarv.[källa behövs]

### Miljöproblem
Några av Honduras största miljöproblem är att skog avverkas för att ge mer odlingsbar mark, vilket resulterar i jorderosion och gruvverksamhet som förorenar sjöar och vattendrag (bland dem sjön Lago de Yojoa, landets största färskvattenkälla) med tungmetaller.

## Styre och politik

### Författning och styre
Enligt författningen från 1982 ligger den verkställande makten hos presidenten, den lagstiftande hos parlamentet och den dömande hos domstolarna. Presidenten, som är både stats- och regeringschef, väljs vart fjärde år i direkta val och får inte ställa upp för omval. Regeringen utses av presidenten. Den lagstiftande nationalförsamlingen, Asamblea Nacional, har en kammare med 128 ledamöter. Dessa utses i allmänna val som hålls samtidigt som presidentvalet. Honduras förvaltning är indelad i 18 departement som leds av guvernörer utsedda av presidenten. Departementen är uppdelade i distrikt som i sin tur är indelade i 298 kommuner.

### Administrativ indelning

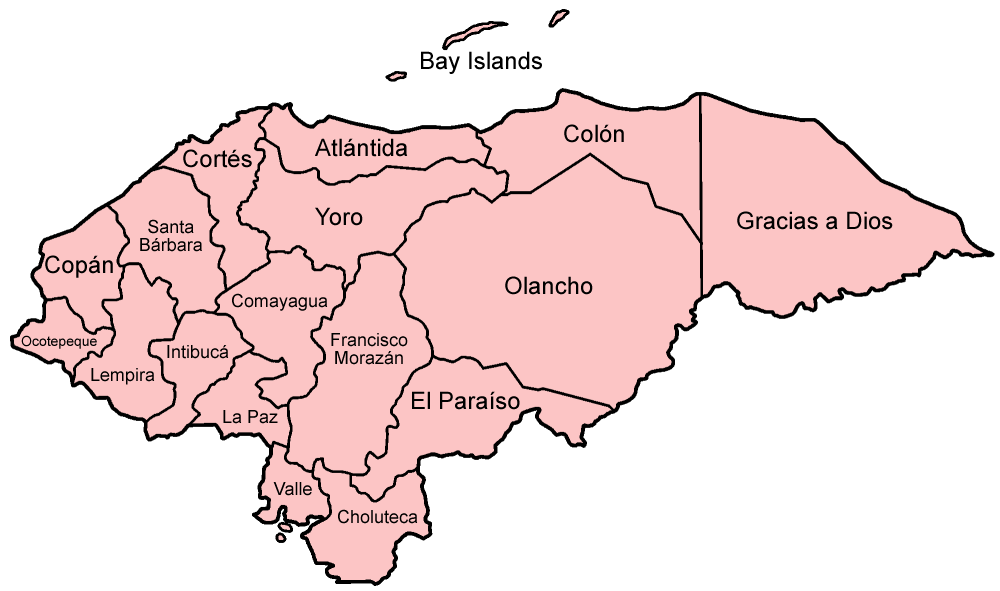
Karta över landets departement.

Honduras är indelat i 18 departement (departamentos):
- Atlántida
- Choluteca
- Colón
- Comayagua
- Copán
- Cortés
- El Paraíso
- Francisco Morazán
- Gracias a Dios
- Intibucá
- Islas de la Bahía
- La Paz
- Lempira
- Ocotepeque
- Olancho
- Santa Bárbara
- Valle
- Yoro

### Politik
Efter att Honduras uppnått självständighet från Spanien 1821 så har landet många gånger styrts av militären med endast korta perioder av demokratiskt valda regeringar. Sedan 1982 har dock fria val hållits men vid flera tillfällen har valen varit fulla av kontroverser och beskyllningar om valfusk. De senaste regeringarna har bestått av Nationella Partiet (Partido Nacional de Honduras: PNH), som blev störst i valet 2001; Liberala partiet (Partido Liberal de Honduras: PLH), som fick egen majoritet i valet 2005; och under de perioder när nationalister eller liberaler inte erhållit egen majoritet har det socialdemokratiska partiet (Partido Innovación y Unidad-Social Demócrata: PINU-SD), det kristdemokratiska partiet (Partido Demócrata-Cristiano de Honduras: DCH) och Demokratisk Enighet (Partido Unificación Democrática: UD) med ett fåtal mandat vardera fungerat som vågmästare.
De senaste sju presidenterna (samtliga sedan 1982) har kommit från endera PNH eller PLH som varit de två största partierna sedan 1902. Under 1900-talet har följande framgångsrika statskupper genomförts, oftast med stöd av militären, ibland med den utgången att en president från ett av de dominerande partierna har tillträtt, ibland med utgången att en partilös general utnämnts till president. Den nuvarande presidenten sedan 2022 är Xiomara Castro.
1. 1903 med tillsättning av Manuel Bonilla, PNH
2. 1907 med tillsättning av Miguel Oquelí Bustillo, PLH
3. 1907 efterträddes Bustillo av generalen Miguel R. Dávila, partilös
4. 1919 under inbördeskriget ryckte Salvador Aguirre åt sig makten
5. 1919 med tillsättning efter inbördeskriget av Francisco Bográn, partilös
6. 1920 med tillsättning av Rafael López Gutiérrez, PLH
7. 1924 med tillsättning av Francisco Bueso, partilös
8. 1954 med tillsättning av Julio Lozano Díaz,PNH
9. 1956 med tillsättning av Juan Manuel Gálvez, PNH
10. 1963 med tillsättning av Oswaldo López Arellano, partilös
11. 1972 återigen med tillsättning av Oswaldo López Arellano, partilös
12. 1975 med tillsättning av Juan Alberto Melgar Castro, PNH
13. 1978 med tillsättning av Policarpo Paz García, partilös

I statskuppen i Honduras 2009 avsattes Manuel Zelaya på order av högsta domstolen vartefter Roberto Micheletti blev president enligt grundlagens successionsordning.

## Ekonomi och infrastruktur
Honduras är ett av västra halvklotets fattigaste länder, med en synnerligen ojämn fördelning av inkomsterna mellan dem som tjänar mest och dem som tjänar minst. Hälften av befolkningen lever under fattigdomsstrecket.
Efter flera år av tillväxtsiffror över sex procent drabbades Honduras hårt av finanskrisen 2008–2009 och därtill ytterligare på grund av statskuppen i juni 2009. Kuppen resulterade i att de allra flesta bilaterala och multilaterala biståndsgivare fryste utvecklingssamarbetet, och de internationella kreditinstituten och bankerna stoppade vidare utlåning. Regeringen under president Porfirio Lobo (2010–2014) lyckades återknyta relationerna med internationella kreditgivare samt det bilaterala och multilaterala utvecklingssamarbetet.
Sedan många år emigrerar honduraner till framför allt USA, men även till andra länder såsom Mexiko, El Salvador, Kanada, Spanien och Italien. Uppskattningsvis lever cirka en och en halv miljon honduranska medborgare utanför Honduras, de allra flesta i USA. Remissor – penningförsändelser från migranter – är en viktig inkomstkälla för många honduraner. Remissorna har ökat stadigt sedan krisen 2008–2009 och uppgick år 2016 till drygt 17 procent av BNP.
Det finns förhoppningar om att landet ska få en del av sina utlandsskulder avskrivna. Hur Honduras ekonomi kommer att utvecklas beror mycket på USA:s ekonomi, eftersom USA är landets största handelspartner, men också på världsmarknadspriset på kaffe samt att man lyckas reducera den omfattande brottsligheten och korruptionen i landet.

### Näringsliv

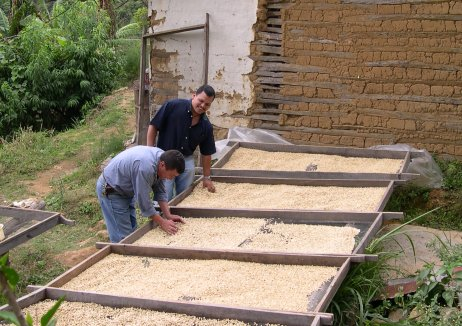
Sortering av kaffebönor, 2006

Landets största jordbruksprodukter är socker och kaffe och de största industriprodukterna är textil, kläder och träprodukter.

#### Energi och råvaror
Hälften av elektriciteten produceras av fossila bränslen, såsom olja, och hälften produceras av vattenkraft.
Naturtillgångar är timmer, guld, silver, koppar, bly, zink, järnmalm, antimon, kol, fisk och vattenkraft.

### Infrastruktur

#### Transporter
Vägnätet sträcker sig över 14 200 km och förbinder landets största städer och samhällen. Pan-American Highway går genom den södra delen av landet, och omkring 16 procent av vägarna är asfalterade. På vissa platser används floder och kanaler av små båtar och kanoter för privat transport. De viktigaste hamnarna inkluderar Puerto Cortés, La Ceiba, Tela och Trujillo på Karibiska kusten samt Amapala och San Lorenzo på Stillahavskusten. En liten järnväg förbinder Puerto Cortés med Potrerillos, och de större bananbolagen har egna järnvägsnät för sina transporter. Internationella flygplatser finns i Tegucigalpa, San Pedro Sula, La Ceiba och Roatán.

#### Utbildning
Läskunnigheten i landet var 88,5 procent år 2015. Bland männen var läskunnigheten 88,4 procent, medan den var något högre bland kvinnor, med 88,6 procent.

## Befolkning

### Demografi

#### Större städer
| De största städerna[när?] |
| ------------------------- |
| Tegucigalpa               |
| San Pedro Sula            |
| El Progreso               |
| Choluteca                 |

#### Urbanisering
Landet är ojämnt befolkat, tätast runt huvudstaden och på låglandet i nordväst. Omkring hälften av befolkningen bor på landsbygden och den andra hälften i urbana samhällen. De två dominerande städerna är huvudstaden Tegucigalpa som hade cirka 1,4 miljoner invånare 2018 samt industristaden San Pedro Sula med cirka 850 000 invånare.

#### Minoriteter
Honduras är en del av mayakulturens äldsta kärnområde, men ursprungsbefolkningen har blandats upp med de spanska kolonisatörerna och deras kultur har trängts tillbaka. I dag är mer än 90 % av invånarna avkomlingar av ursprungsbefolkningen och mestiser, och det återstår bara små grupper av maya och andra ursprungsfolk. Vid karibiska kusten finns ättlingar till afrikanska slavar och ursprungsfolk som härstammar från Karibien.

### Språk
Det officiella språket i Honduras är spanska, vilket också är modersmål för nästintill hela befolkningen (97 %). Cirka en till två procent av befolkningen talar arawakspråket garífuna  och miskito. Det senare hör till  misumalpaspråken. Engelska förekommer i de norra kusttrakterna.

### Religion
Under kolonialkyrkans tid bekämpades mayafolkens religioner. Trots detta överlevde delar av deras religiösa traditioner. Katolska kyrkan förlorade sin privilegier när landet blev självständigt 1821 och under liberaliseringen i mitten av 1800-talet kom metodister, lutheraner, baptister och herrnhuter till atlantkusten. 
Katolicismen är dock den dominerande religionen och cirka 95 procent av befolkningen är katoliker, medan resterande procent främst är protestanter.  
Under de latinamerikanska biskopskonferensernas (CELAM) inflytande pågår en kyrklig förnyelse. Samarbete sker mellan kyrkor, vilket främst är inriktat på sociala arbeten mot fattigdom och marginalisering. Grupper inom evangelikalism  växer kraftigt. Utmed atlantkusten är afrourfolkens och karibiska religiösa traditioner levande.

### Sociala förhållanden
Fattigdomen i Honduras är utbredd och inkomstfördelningen mycket ojämn. Cirka en tredjedel av befolkningen lever i fattigdom, och mer än hälften av dessa i extrem fattigdom. Det är i synnerhet befolkningen på landsbygden som är utsatt. Där finns även brist på grundläggande infrastruktur som rinnande vatten och avloppssystem. Boendestandarden är mycket låg och cirka 20 Procent av befolkningen saknar tillgång till grundläggande sanitära faciliteter. 
Arbetslösheten ligger officiellt på fem procent, men den sociala situationen har förvärrats av åtstramningar och nedskärningar i sociala utgifter. Trots nedskärningarna har vissa framsteg gjorts, inklusive en viss ökning i levnadsstandard och en minskning av barnadödligheten.
År 2002 fanns 280 809 barnarbetare i Honduras. Detta motsvarade cirka 16 procent av barnen i åldern 5–14 år.
Våld och brottslighet utgör stora sociala problem i Honduras. Enligt FN:s statistik från 2014 var mordfrekvensen 65 per 100 000 invånare, vilket gör landet till ett av de mest våldsdrabbade i världen. Kriminaliteten är särskilt utbredd i huvudstaden Tegucigalpa och i den näst största staden San Pedro Sula. De kriminella gängen i Honduras kallas för "Maras".

### Hälsa
Barnadödligheten är hög, med omkring 2,5 procent av barnen som dör innan de fyllt ett år. Infektsjukdomar och parasiter är vanliga dödsorsaker. Över 90 procent av barnen är nu vaccinerade mot vanliga barnsjukdomar.
| Hiv och aids             | 2015    | 2023     |
| ------------------------ | ------- | -------- |
| Andel av befolkningen    | <0,37 % | 0,5 % ▲  |
| Antal                    | 20 000  | 20 000   |
| Dödsfall per år          | 1 000   | <500 ▼   |
| Fetma                    | 2014    | 2016     |
| Andel av befolkningen    | 16,3 %  | 21,4 % ▲ |
| Undervikt hos barn <5 år | 2012    | 2019     |
| Andel av befolkningen    | 7,1 %   | 7,1 %    |

## Internationella rankningar
| Organisation                                | Undersökning                   | Rankning   |
| ------------------------------------------- | ------------------------------ | ---------- |
| Heritage Foundation/The Wall Street Journal | Index of Economic Freedom 2019 | 93 av 180  |
| Reportrar utan gränser                      | Pressfrihetsindex 2019         | 146 av 180 |
| Transparency International                  | Korruptionsindex 2018          | 132 av 180 |
| FN:s utvecklingsprogram                     | Human Development Index 2018   | 132 av 189 |